# Чемпіонат світу зі сноубордингу 2023 — сноубордкрос (жінки)
Змагання зі сноубордингу в дисципліні сноубордкрос серед жінок на чемпіонаті світу 2023 року відбулися 1 березня. Участь взяли 27 спортсменок з 15 країн.

## Результати

### 1/8 фіналу
| Місце | Номер | Спортсменка    | Країна          | Нотатки |
| ----- | ----- | -------------- | --------------- | ------- |
| 1     | 17    | Яна Фішер      | Німеччина       | Q       |
| 2     | 16    | Софі Хедігер   | Швейцарія       | Q       |
|       | 1     | Шарлотта Бенкс | Велика Британія | DNF     |

| Місце | Номер | Спортсменка        | Країна    | Нотатки |
| ----- | ----- | ------------------ | --------- | ------- |
| 1     | 5     | Ліндсі Джекобелліс | США       | Q       |
| 2     | 12    | Лара Касанова      | Швейцарія | Q       |
| 3     | 21    | Бріанна Шноррбаш   | США       |         |

| Місце | Номер | Спортсменка      | Країна    | Нотатки |
| ----- | ----- | ---------------- | --------- | ------- |
| 1     | 3     | Джозі Бафф       | Австралія | Q       |
| 2     | 14    | Катеріна Карпано | Італія    | Q       |
| 3     | 19    | Леа Каста        | Франція   |         |

| Місце | Номер | Спортсменка     | Країна         | Нотатки |
| ----- | ----- | --------------- | -------------- | ------- |
| 1     | 7     | Стейсі Гаскілл  | США            | Q       |
| 2     | 10    | Одрі Макманімен | Канада         | Q       |
| 3     | 26    | Ву Су Бін       | Південна Корея |         |
| 4     | 23    | Нінке Полл      | Нідерланди     |         |

| Місце | Номер | Спортсменка    | Країна   | Нотатки |
| ----- | ----- | -------------- | -------- | ------- |
| 1     | 8     | Ева Адамчикова | Чехія    | Q       |
| 2     | 9     | Піа Зерхолд    | Австрія  | Q       |
| 3     | 25    | Йонг Кінгламу  | КНР      |         |
| 4     | 24    | Бланка Брюннер | Угорщина |         |

| Місце | Номер | Спортсменка      | Країна | Нотатки |
| ----- | ----- | ---------------- | ------ | ------- |
| 1     | 4     | Фей Гуліні       | США    | Q       |
| 2     | 13    | Софія Белінгері  | Італія | Q       |
| 3     | 20    | Вендула Гопякова | Чехія  |         |

| Місце | Номер | Спортсменка       | Країна  | Нотатки |
| ----- | ----- | ----------------- | ------- | ------- |
| 1     | 6     | Манон Петі-Ленуар | Франція | Q       |
| 2     | 11    | Алексія Кейрель   | Франція | Q       |
| 3     | 27    | Пань Чуан         | КНР     |         |
| 4     | 22    | Руна Сузукі       | Японія  |         |

| Місце | Номер | Спортсменка       | Країна  | Нотатки |
| ----- | ----- | ----------------- | ------- | ------- |
| 1     | 2     | Клое Треспеш      | Франція | Q       |
| 2     | 15    | Раффаелла Брутто  | Італія  | Q       |
| 3     | 18    | Франческа Галліна | Італія  |         |

### Чвертьфінали
| Місце | Номер | Спортсменка    | Країна    | Нотатки |
| ----- | ----- | -------------- | --------- | ------- |
| 1     | 8     | Ева Адамчикова | Чехія     | Q       |
| 2     | 17    | Яна Фішер      | Німеччина | Q       |
| 3     | 16    | Софі Хедігер   | Швейцарія |         |
| 4     | 9     | Піа Зерхолд    | Австрія   |         |

| Місце | Номер | Спортсменка       | Країна    | Нотатки |
| ----- | ----- | ----------------- | --------- | ------- |
| 1     | 3     | Джозі Бафф        | Австралія | Q       |
| 2     | 6     | Манон Петі-Ленуар | Франція   | Q       |
| 3     | 11    | Алексія Кейрель   | Франція   |         |
| 4     | 14    | Катеріна Карпано  | Італія    |         |

| Місце | Номер | Спортсменка        | Країна    | Нотатки |
| ----- | ----- | ------------------ | --------- | ------- |
| 1     | 5     | Ліндсі Джекобелліс | США       | Q       |
| 2     | 12    | Лара Касанова      | Швейцарія | Q       |
| 3     | 4     | Фей Гуліні         | США       |         |
|       | 13    | Софія Белінгері    | Італія    | DNF     |

| Місце | Номер | Спортсменка      | Країна  | Нотатки |
| ----- | ----- | ---------------- | ------- | ------- |
| 1     | 2     | Клое Треспеш     | Франція | Q       |
| 2     | 10    | Одрі Макманімен  | Канада  | Q       |
| 3     | 15    | Раффаелла Брутто | Італія  |         |
| 4     | 7     | Стейсі Гаскілл   | США     |         |

### Півфінали
| Місце | Номер | Спортсменка        | Країна    | Нотатки |
| ----- | ----- | ------------------ | --------- | ------- |
| 1     | 8     | Ева Адамчикова     | Чехія     | Q       |
| 2     | 5     | Ліндсі Джекобелліс | США       | Q       |
| 3     | 17    | Яна Фішер          | Німеччина |         |
| 4     | 12    | Лара Касанова      | Швейцарія |         |

| Місце | Номер | Спортсменка       | Країна    | Нотатки |
| ----- | ----- | ----------------- | --------- | ------- |
| 1     | 6     | Манон Петі-Ленуар | Франція   | Q       |
| 2     | 3     | Джозі Бафф        | Австралія | Q       |
| 3     | 10    | Одрі Макманімен   | Канада    |         |
|       | 2     | Клое Треспеш      | Франція   | DNF     |

### Фінали
| Місце | Номер | Спортсменка        | Країна    | Нотатки |
| ----- | ----- | ------------------ | --------- | ------- |
| 1     | 8     | Ева Адамчикова     | Чехія     |         |
| 2     | 3     | Джозі Бафф         | Австралія |         |
| 3     | 5     | Ліндсі Джекобелліс | США       |         |
| 4     | 6     | Манон Петі-Ленуар  | Франція   |         |

| Місце | Номер | Спортсменка     | Країна    | Нотатки |
| ----- | ----- | --------------- | --------- | ------- |
| 5     | 2     | Клое Треспеш    | Франція   |         |
| 6     | 17    | Яна Фішер       | Німеччина |         |
| 7     | 10    | Одрі Макманімен | Канада    |         |
| 8     | 12    | Лара Касанова   | Швейцарія |         |